# Henry Cowell

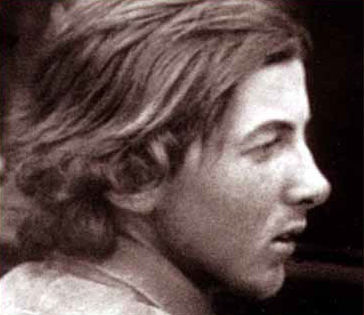
Henry Cowell (ca. 1916–1919)

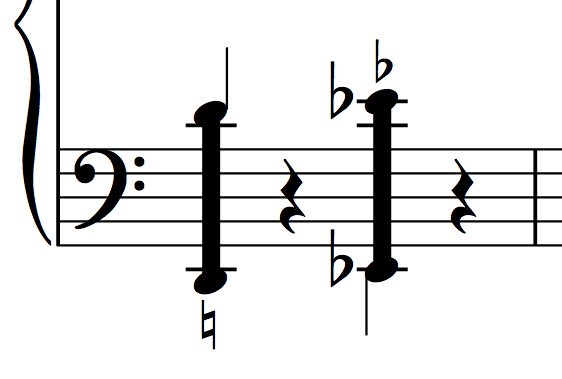
Notenbeispiel

Henry Dixon Cowell (* 11. März 1897 in Menlo Park, Kalifornien; † 10. Dezember 1965 in Shady, New York) war ein US-amerikanischer Komponist.

## Leben
Bereits früh mit außereuropäischer Musik in Berührung gekommen, bildete sich der irischstämmige Cowell vorwiegend autodidaktisch als Pianist und Komponist aus. Ab 1914 studierte er an der University of California bei Charles Seeger. In den 1920er Jahren unternahm er jährliche Tourneen durch Nordamerika und nach Europa, wo er 1923 in Berlin von Richard Buhlig der jungen Pianistin Grete Sultan vorgestellt wurde; es begann eine intensive Zusammenarbeit. 1929 besuchte er als erster amerikanischer Komponist die Sowjetunion. 1931 ergänzte er seine Ausbildung durch ein Studium der vergleichenden Musikwissenschaft in Berlin bei Erich von Hornbostel, im selben Jahr gab er auch ein Konzert am Bauhaus in Dessau. Auf einer Studienreise durch Asien unterrichtete er an den Musikakademien von Teheran und Madras. Danach war er Professor an der Columbia University in New York City. Zu seinen Schülern gehörten John Cage und Lou Harrison. Cowell war auch als Publizist und Herausgeber der New Music Edition, einer Plattform für neue amerikanische Musik, tätig.
Cowell wurde von 1936 bis 1940 wegen homosexueller Handlungen im San Quentin State Prison inhaftiert. Während der Haftzeit komponierte er weiter. 1940 wurde er in die Obhut des Komponisten und Pianisten Percy Grainger entlassen und 1942 begnadigt.
Cowell experimentierte früh mit Clustern und entwickelte die Technik des String Piano, wobei die Saiten des Klaviers direkt gezupft, gewischt, geschabt oder gekratzt werden, und ebnete so den Weg für das Prepared Piano von John Cage. Auch die künstlerische Entwicklung Grete Sultans wurde durch Cowell entscheidend geprägt. Er entwarf zusammen mit Joseph Schillinger das Rhythmikon, das dann 1931 vom Russen Leon Theremin gebaut wurde und es ermöglichte, automatisch Rhythmen zu erzeugen. Gemeinsam mit Charles Ives, Charles Ruggles, John J. Becker und Wallingford Riegger wird er zur avantgardistischen Komponistengruppe der American Five gezählt.

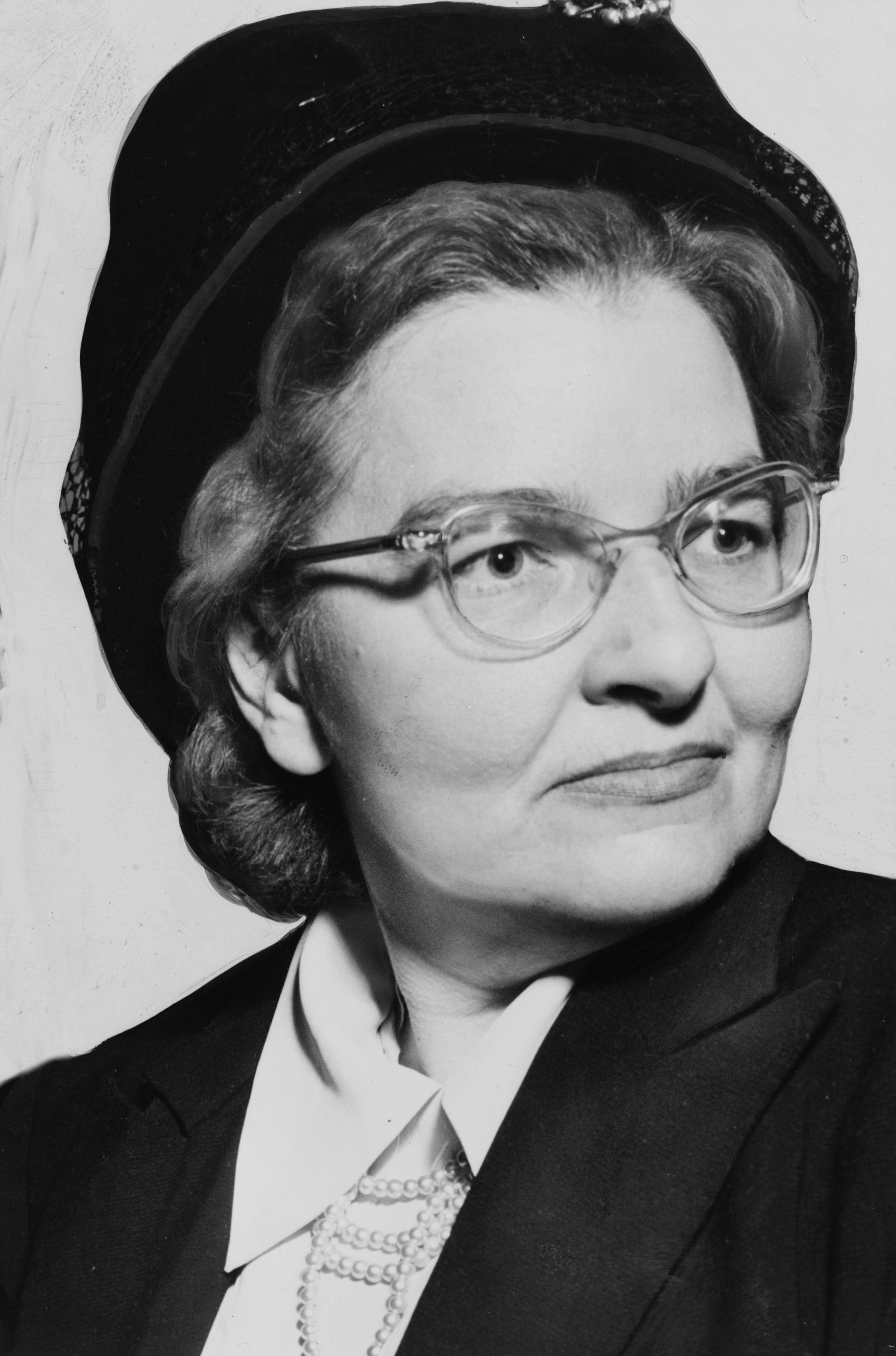
Sidney Robertson Cowell (1948)

Cowell komponierte 19 überwiegend programmatische Sinfonien und weitere sinfonische Werke, darunter zwei Konzerte für Koto, eines für Schlagzeug und ein Akkordeonkonzert, eine Suite für Klavier und Kammerorchester, zahlreiche kammermusikalische Werke, Chöre und Lieder. Daneben veröffentlichte er musiktheoretische Essays. Von 1927 bis 1936 gab er die Zeitschrift New Music Quarterly heraus.
1951 wurde er in die American Academy of Arts and Letters gewählt. Cowell war von 1941 bis zu seinem Tod 1965 mit der Ethnografin und Anthropologin Sidney Robertson Cowell verheiratet.

## Werke (Auswahl)
- The Tides of Manaunaun, 1912
- The Lilt of Reel, 1925
- Piano Concerto, 1930
- Synchrony, 1931
- Gaelic Symphony, 1942
- Persian Set for 12 instruments, 1957
- Concerto for Koto and Orchestra, 1964
- Advertisement
- Tiger
- The Aeolian Harp, 1923
- The Banshee, 1925
- Mosaic Quartet

## Schriften
- New Musical Resources, 1919.
  - Neuauflage 1996, Cambridge University Press, ISBN 978-0-521-49974-3
- American Composers on American Music (Hrsg.), 1933.
- Charles Ives and His Music (zusammen mit Cowell, Sidney Cowell). Oxford University Press, New York 1955.